# Aaton Digital
Aaton Digital (précédemment Aaton ou Aäton) est une entreprise française de fabrication d'équipements de prise de vues et de prise de son cinématographiques, fondée par l'ingénieur Jean-Pierre Beauviala en 1971.

## Historique
Jean-Pierre Beauviala était le président du ciné-club de Grenoble[Quand ?] et professeur en électronique à l'université de cette ville. Pour réaliser lui-même un film sur les pratiques urbanistiques délirantes de cette époque (et qui selon lui durent encore), Beauviala inventa les instruments qui manquaient à la réalisation de son projet, e.g. l'asservissement sur quartz des moteurs de caméra pour supprimer le fil entre caméra et magnétophone, puis le marquage du temps pour pouvoir synchroniser sans utiliser de clap, sachant que le son devait être enregistré sur trois enregistreurs Nagra dispersés dans les rues de son quartier d'habitation.
Jean-Pierre Beauviala quitta son poste à l'université en 1968 et travailla comme consultant pour Éclair où il resta un an avant de fonder Aaton à Grenoble quand Éclair fut déménagé de Paris à Londres en 1970.
Les premiers ingénieurs d'Aaton, aux côtés de Beauviala, proviennent d’Éclair : François Weulersse, Jacques Lecoeur (auteur de l’Éclair 16 avec André Coutant). Ensemble ils créent la caméra XTR, fondée sur le principe du « chat sur l'épaule », une caméra Super 16 légère et silencieuse, qui épouse la forme de l'épaule. C'est aussi une des premières caméras qui incruste directement un timecode sur la pellicule au moment du tournage, permettant une synchronisation du son et de l'image grâce à un code horaire, nommé Aatoncode, cette innovation est vite reprise par les autres constructeurs car elle permet en principe l'abandon du clap. En pratique, celui-ci reste toujours utilisé dans la majorité des tournages pour l'identification des plans, par sécurité pour la synchronisation de l'image et du son.
Tous ces progrès techniques sont le fruit de recherches menées avec l'aide de nombreux documentaristes et cinéastes indépendants, amis de Jean-Pierre Beauviala (Jean Rouch, Jean-Luc Godard, Louis Malle) à la recherche à l'époque de moyens de tournage plus légers et moins contraignants.
En 1974, l'entreprise a également créé « La Paluche », caméra vidéo miniature de la taille d'un micro.
À l'automne 2008, sort la Pénélope. Cette caméra 35 mm permet de tourner les films en 1,85 en n'utilisant que trois perforations de pellicule au lieu des quatre habituelles, ce qui permet d'économiser un quart de la pellicule négative. Elle permet aussi de tourner les films 2,35 avec deux perforations, ce qui économise la moitié du film. Cette caméra a été conçue pour pouvoir recevoir à terme un capteur numérique en lieu et place de la pellicule. Le capteur 5K et l'enregistreur seront intégrés dans un magasin numérique. Plusieurs disques durs SSD en raid 0 seront nécessaires pour enregistrer le débit vidéo 4K en RAW au standard Cinema-DNG.
Aaton s'est diversifié dans l'enregistrement du son avec le Cantar, enregistreur multipistes sur disque dur, que Jean-Michel Frodon qualifie en 2013 d'« enregistreur le plus utilisé sur les tournages professionnels dans le monde entier. »
En 2010, Aaton se lance dans le développement de sa première caméra de cinéma numérique, la Penelope Delta, que la société considère comme « la digne descendante de Penelope film ». La conception de cette caméra se base sur un capteur numérique CCD produit par Dalsa et qui offre un rendu colorimétrique très fidèle à la réalité. L'idée qui accompagne la création de cette caméra est de pouvoir conserver le corps de la caméra Pénélope 35 mm en ne changeant que la partie du magasin argentique, qui devient un capteur numérique. La caméra possède une visée optique (l'image est vue directement à travers l'objectif), contrairement aux viseurs électroniques des caméras numériques. L'innovation majeure de cette caméra est qu'elle possède un mode de prise de vue qui décale de manière aléatoire et d'un demi-pixel la position physique du capteur à chaque image. Ce mode de prise de vue permet d'uniformiser la lumière captée entre les trois composantes de couleurs de la matrice de Bayer et également d'éviter l'impression de grille régulière dans l'image vidéo. L'image résultante s'approcherait de celle du film 35 mm où les sels d'argent sont disposés de manière aléatoire sur le support. La caméra tarde à arriver sur le marché et fait face à une concurrence grandissante dans le domaine des caméras de cinéma numérique. Quelques prototypes performants de la Penelope Delta voient le jour, mais l'entreprise rencontre des problèmes de régularité dans le rendu de l'image des capteurs Dalsa lors de la fabrication en série de la caméra. Aaton se retrouve dans l'impossibilité de livrer les caméras commandées et, manquant de liquidités, doit recourir au printemps 2013 à une procédure de redressement judiciaire afin de permettre son rachat par un repreneur.
En juin 2013, la société est reprise par la société normande Transvideo, une PME spécialisée dans l’électronique audiovisuelle. Jean-Pierre Beauviala reste directeur scientifique d’Aaton. La société garde en projet la nouvelle version du Cantar et une caméra de reportage numérique nommée « D-Minima » qui succédera à la A-Minima, la caméra 16 mm créée en 1999 pour le tournage documentaire sur pellicule. Cette nouvelle caméra numérique aura une visée reflex. Le projet de Penelope Delta est abandonné.
Le 22 octobre 2013, l'AFSI (Association française du son à l'image), informe ses membres que Jean-Pierre Beauviala quitte sa fonction de consultant au sein de la nouvelle société Aaton Digital.
Aaton Digital a été mis en liquidation judiciaire le 15 février 2024.

## Réalisations

### Caméras 16 mm et Super 16
- Aaton LTR7
- Aaton LTR54
- Aaton XTR
- Aaton XTR+
- Aaton XTR Prod
- Aaton Xtera
- A-minima

### Caméras 35 mm
- Aaton 35I
- Aaton 35II
- Aaton 35III
- Aaton Penelope

### Caméra de cinéma numérique
- Aaton Delta Penelope[10].

### Enregistreur audio numérique
- Cantar-X
- CantarMini

## Communication
Le nom de la société fait référence au dieu solaire égyptien Aton. Le deuxième « a » au début du mot a été ajouté pour apparaître en premier dans les annuaires professionnels devant son principal concurrent Arriflex ; il y avait à l'origine, pour le style, un tréma sur ce deuxième « a », « Aäton ».